# Ólafur Karl Finsen
Ólafur Karl Finsen (30 maart 1992) is een IJslands voormalig voetballer die als aanvaller speelde.

## Carrière
Ólafur Karl Finsen speelde in de jeugd van Stjarnan, waarna hij in 2008 naar de jeugdopleiding van AZ vertrok. AZ verhuurde hem in 2010 en 2011 aan zijn oude club Stjarnan. AZ verlengde zijn contract niet, en zodoende vertrok Finsen in 2011 zonder een wedstrijd in het eerste elftal van AZ gespeeld te hebben. Hij sloot aan bij zijn oude club Stjarnan, waar hij een half jaar speelde. Na een jaar bij het in dezelfde competitie uitkomende UMF Selfoss keerde hij weer terug bij Stjarnan. Hier speelde hij van 2013 tot 2017, en werd in het seizoen 2014 kampioen van IJsland. Ook won hij de supercup en het Fótbolti.net mótið, een toernooi wat voor het seizoen wordt gehouden. In 2015 werd hij voor een half jaar verhuurd aan Sandnes Ulf, uitkomend op het tweede niveau van Noorwegen. Van 2018 tot 2020 speelde Finsen voor Valur Reykjavík, waarmee hij in het seizoen 2018 kampioen werd, het tweede bekertoernooi en de supercup won. In 2020 werd hij door Valur verhuurd aan FH Hafnarfjörður, waarna hij in 2021 naar Stjarnan FC vertrok. Hier speelde hij twee jaar, waarna hij nog een jaar voor Fylkir Reykjavík speelde voor hij zijn carrière beëindigde.

### Statistieken
| Seizoen                                                                                            | Club               | Land           | Competitie     | Competitie | Competitie | Beker | Beker | Internationaal | Internationaal | Overig* | Overig* | Totaal | Totaal |
| Seizoen                                                                                            | Club               | Land           | Competitie     | Wed.       | Dlp.       | Wed.  | Dlp.  | Wed.           | Dlp.           | Wed.    | Dlp.    | Wed.   | Dlp.   |
| -------------------------------------------------------------------------------------------------- | ------------------ | -------------- | -------------- | ---------- | ---------- | ----- | ----- | -------------- | -------------- | ------- | ------- | ------ | ------ |
| 2010                                                                                               | → Stjarnan FC      | IJsland        | Úrvalsdeild    | 15         | 4          | 3     | 1     | –              | –              | 2       | 1       | 20     | 6      |
| 2011                                                                                               | → Stjarnan FC      | IJsland        | Úrvalsdeild    | 0          | 0          | 0     | 0     | –              | –              | 1       | 1       | 1      | 1      |
| 2011                                                                                               | Stjarnan FC        | IJsland        | Úrvalsdeild    | 5          | 0          | 0     | 0     | –              | –              | 0       | 0       | 5      | 0      |
| 2012                                                                                               | UMF Selfoss        | IJsland        | Úrvalsdeild    | 20         | 3          | 2     | 1     | –              | –              | 7       | 2       | 29     | 6      |
| 2013                                                                                               | Stjarnan FC        | IJsland        | Úrvalsdeild    | 18         | 3          | 5     | 0     | –              | –              | 10      | 3       | 33     | 6      |
| 2014                                                                                               | Stjarnan FC        | IJsland        | Úrvalsdeild    | 21         | 11         | 2     | 2     | 8              | 5              | 8       | 0       | 39     | 18     |
| 2015                                                                                               | Stjarnan FC        | IJsland        | Úrvalsdeild    | 16         | 3          | 2     | 0     | 2              | 1              | 8       | 2       | 28     | 6      |
| 2015                                                                                               | → Sandnes Ulf      | Noorwegen      | 1. divisjon    | 5          | 0          | 0     | 0     | –              | –              | –       | –       | 5      | 0      |
| 2016                                                                                               | Stjarnan FC        | IJsland        | Úrvalsdeild    | 1          | 0          | 0     | 0     | –              | –              | 4       | 2       | 5      | 2      |
| 2017                                                                                               | Stjarnan FC        | IJsland        | Úrvalsdeild    | 12         | 1          | 1     | 0     | 2              | 0              | 0       | 0       | 15     | 1      |
| 2018                                                                                               | Valur Reykjavík    | IJsland        | Úrvalsdeild    | 11         | 2          | 2     | 1     | 4              | 0              | 6       | 1       | 23     | 4      |
| 2019                                                                                               | Valur Reykjavík    | IJsland        | Úrvalsdeild    | 12         | 5          | 1     | 0     | 2              | 0              | 4       | 0       | 19     | 5      |
| 2020                                                                                               | Valur Reykjavík    | IJsland        | Úrvalsdeild    | 1          | 0          | 1     | 0     | –              | –              | 0       | 0       | 2      | 0      |
| 2020                                                                                               | → FH Hafnarfjörður | IJsland        | Úrvalsdeild    | 9          | 1          | 1     | 1     | 1              | 0              | 0       | 0       | 11     | 2      |
| 2021                                                                                               | Stjarnan FC        | IJsland        | Úrvalsdeild    | 4          | 0          | 0     | 0     | 0              | 0              | 1       | 0       | 5      | 0      |
| 2022                                                                                               | Stjarnan FC        | IJsland        | Úrvalsdeild    | 17         | 1          | 1     | 0     | –              | –              | 6       | 2       | 24     | 3      |
| 2023                                                                                               | Fylkir Reykjavík   | IJsland        | Úrvalsdeild    | 20         | 5          | 0     | 0     | –              | –              | 5       | 0       | 25     | 5      |
| Carrièretotaal                                                                                     | Carrièretotaal     | Carrièretotaal | Carrièretotaal | 187        | 39         | 21    | 6     | 19             | 6              | 62      | 14      | 289    | 65     |
| *Bevat wedstrijden uit de Deildabikar, Meistarakeppni karla, Reykjavíkurmót en Fótbolti.net mótið. |                    |                |                |            |            |       |       |                |                |         |         |        |        |
| Bijgewerkt op 5 april 2024                                                                         |                    |                |                |            |            |       |       |                |                |         |         |        |        |

### Interlandcarrière
Ólafur Karl Finsen speelde in verschillende IJslandse vertegenwoordigende nationale jeugdelftallen. In 2015 werd hij geselecteerd voor het IJslands voetbalelftal, waar hij op 16 januari in debuteerde. Dit was in de met 1-2 gewonnen vriendschappelijke wedstrijd tegen Canada. Finsen kwam in de 72e minuut in het veld voor Jón Daði Böðvarsson.
| Interlands van Ólafur Karl Finsen voor IJsland | Interlands van Ólafur Karl Finsen voor IJsland | Interlands van Ólafur Karl Finsen voor IJsland | Interlands van Ólafur Karl Finsen voor IJsland | Interlands van Ólafur Karl Finsen voor IJsland | Interlands van Ólafur Karl Finsen voor IJsland |
| №                                              | Datum                                          | Wedstrijd                                      | Uitslag                                        | Soort wedstrijd                                | Doelpunten                                     |
| Als speler bij Stjarnan FC                     | Als speler bij Stjarnan FC                     | Als speler bij Stjarnan FC                     | Als speler bij Stjarnan FC                     | Als speler bij Stjarnan FC                     | Als speler bij Stjarnan FC                     |
| ---------------------------------------------- | ---------------------------------------------- | ---------------------------------------------- | ---------------------------------------------- | ---------------------------------------------- | ---------------------------------------------- |
| 1.                                             | 16 januari 2015                                | Canada − IJsland                               | 1 – 2                                          | Vriendschappelijk                              | 0                                              |
| 2.                                             | 19 januari 2015                                | Canada − IJsland                               | 1 – 1                                          | Vriendschappelijk                              | 0                                              |

### Erelijst
| Competitie                      |             |             |             |             |
| Competitie                      | Aantal      | Jaren       |             |             |
| Stjarnan FC                     | Stjarnan FC | Stjarnan FC | Stjarnan FC | Stjarnan FC |
| ------------------------------- | ----------- | ----------- | ----------- | ----------- |
| Úrvalsdeild                     | 1x          | 2014        |             |             |
| Meistarakeppni karla (supercup) | 1x          | 2015        |             |             |
| Fótbolti.net mótið              | 1x          | 2014        |             |             |
| Valur Reykjavík                 |             |             |             |             |
| Úrvalsdeild                     | 2x          | 2018, 2020  |             |             |
| Deildabikar (league cup)        | 1x          | 2018        |             |             |
| Meistarakeppni karla (supercup) | 1x          | 2018        |             |             |